# Oryzoborus nuttingi
Oryzoborus nuttingi е вид птица от семейство Тангарови (Thraupidae).

## Разпространение
Видът е разпространен в Коста Рика, Никарагуа и Панама.